# Team HTC-Columbia/Saison 2010
Erfolge und Fahrer des Teams HTC-Columbia in der Saison 2010.

## Saison 2010

### Erfolge im World Calendar 2010
| Datum          | Rennen                             | Fahrer                |
| -------------- | ---------------------------------- | --------------------- |
| 19. Januar     | 1. Etappe Tour Down Under          | André Greipel         |
| 20. Januar     | 2. Etappe Tour Down Under          | André Greipel         |
| 22. Januar     | 4. Etappe Tour Down Under          | André Greipel         |
| 19.–24. Januar | Gesamtwertung Tour Down Under      | André Greipel         |
| 23. März       | 1. Etappe Katalonien-Rundfahrt     | Mark Cavendish        |
| 28. März       | Gent–Wevelgem                      | Bernhard Eisel        |
| 27. April      | Prolog Tour de Romandie            | Marco Pinotti         |
| 29. April      | 2. Etappe Tour de Romandie         | Mark Cavendish        |
| 17. Mai        | 9. Etappe Giro d’Italia            | Matthew Goss          |
| 27. Mai        | 18. Etappe Giro d’Italia           | André Greipel         |
| 20. Juni       | 9. Etappe Tour de Suisse (EZF)     | Tony Martin           |
| 8. Juli        | 5. Etappe Tour de France           | Mark Cavendish        |
| 9. Juli        | 6. Etappe Tour de France           | Mark Cavendish        |
| 15. Juli       | 11. Etappe Tour de France          | Mark Cavendish        |
| 23. Juli       | 18. Etappe Tour de France          | Mark Cavendish        |
| 25. Juli       | 20. Etappe Tour de France          | Mark Cavendish        |
| 2. August      | 2. Etappe Polen-Rundfahrt          | André Greipel         |
| 7. August      | 7. Etappe Polen-Rundfahrt          | André Greipel         |
| 19. August     | 2. Etappe Eneco Tour               | André Greipel         |
| 22. August     | Grand Prix Ouest France            | Matthew Goss          |
| 23. August     | 6. Etappe Eneco Tour               | André Greipel         |
| 24. August     | 7. Etappe Eneco Tour (EZF)         | Tony Martin           |
| 17.–24. August | Gesamtwertung Eneco Tour           | Tony Martin           |
| 28. August     | 1. Etappe Vuelta a España          | Mannschaftszeitfahren |
| 9. September   | 9. Etappe Vuelta a España          | Mark Cavendish        |
| 10. September  | 10. Etappe Vuelta a España         | Mark Cavendish        |
| 15. September  | 17. Etappe Vuelta a España (EZF)   | Peter Velits          |
| 16. September  | Spanien 18. Etappe Vuelta a España | Mark Cavendish        |

### Erfolge in der Continental Tour 2010
| Datum             | Rennen                                              | Fahrer                    |
| ----------------- | --------------------------------------------------- | ------------------------- |
| 11. Februar       | Trofeo Magaluf-Palmanova                            | André Greipel             |
| 17. Februar       | 4. Etappe Tour of Oman                              | Leigh Howard              |
| 18. Februar       | 2. Etappe Volta ao Algarve                          | André Greipel             |
| 21. – 25. Februar | Gesamtwertung Andalusien-Rundfahrt                  | Michael Rogers            |
| 6. März           | 4. Etappe Vuelta a Murcia (EZF)                     | František Raboň           |
| 3. – 7. März      | Gesamtwertung Vuelta a Murcia                       | František Raboň           |
| 11. April         | 1. Etappe Presidential Cycling Tour of Turkey (EZF) | André Greipel             |
| 12. April         | 2. Etappe Presidential Cycling Tour of Turkey       | André Greipel             |
| 15. April         | 5. Etappe Presidential Cycling Tour of Turkey       | André Greipel             |
| 16. April         | 6. Etappe Presidential Cycling Tour of Turkey       | André Greipel             |
| 18. April         | 8. Etappe Presidential Cycling Tour of Turkey       | André Greipel             |
| 16. Mai           | 1. Etappe Kalifornien-Rundfahrt                     | Mark Cavendish            |
| 22. Mai           | 7. Etappe Kalifornien-Rundfahrt (EZF)               | Tony Martin               |
| 16. – 23. Mai     | Gesamtwertung Kalifornien-Rundfahrt                 | Michael Rogers            |
| 29. Mai           | 4. Etappe Bayern-Rundfahrt (EZF)                    | Maxime Monfort            |
| 26. – 30. Mai     | Gesamtwertung Bayern-Rundfahrt                      | Maxime Monfort            |
| 6. Juni           | Philadelphia International Championship             | Matthew Goss              |
| 19. Juni          | 4. Etappe Ster Elektrotoer                          | Adam Hansen               |
| 16. – 20. Juni    | Gesamtwertung Ster Elektrotoer                      | Adam Hansen               |
| 24. Juni          | Tschechische Meisterschaft – Einzelzeitfahren       | František Raboň           |
| 24. Juni          | Slowakische Meisterschaft – Einzelzeitfahren        | Martin Velits             |
| 25. Juni          | Deutsche Meisterschaft – Einzelzeitfahren           | Tony Martin               |
| 27. Juni          | Italienische Meisterschaft – Einzelzeitfahren       | Marco Pinotti             |
| 27. Juni          | Lettische Meisterschaft – Straßenrennen             | Aleksejs Saramotins       |
| 4. Juli           | 1. Etappe Österreich-Rundfahrt                      | André Greipel             |
| 9. Juli           | 6. Etappe Österreich-Rundfahrt                      | André Greipel             |
| 4. August         | 1. Etappe Post Danmark Rundt                        | Matthew Goss              |
| 7. August         | 4. Etappe Post Danmark Rundt                        | Mark Renshaw              |
| 8. August         | 6. Etappe Post Danmark Rundt                        | Hayden Roulston           |
| 11. September     | 1. Etappe Tour of Britain                           | André Greipel             |
| 13. September     | 3. Etappe Tour of Britain                           | Michael Albasini          |
| 16. September     | 6. Etappe Tour of Britain                           | André Greipel             |
| 17. September     | Kampioenschap van Vlaanderen                        | Australien Leigh Howard   |
| 18. September     | 8. Etappe Tour of Britain                           | Deutschland André Greipel |
| 11.–18. September | Gesamtwertung Tour of Britain                       | Michael Albasini          |
| 19. September     | Grand Prix d’Isbergues                              | Aleksejs Saramotins       |

### Abgänge – Zugänge
| Zugänge             | Team 2009               | Abgänge              | Team 2010       |
| ------------------- | ----------------------- | -------------------- | --------------- |
| Tejay van Garderen  | Rabobank Continental    | George Hincapie      | BMC Racing Team |
| Jan Ghyselinck      | Neoprofi (Beveren 2000) | Thomas Lövkvist      | Sky ProCycling  |
| Patrick Gretsch     | Thüringer Energie Team  | Edvald Boasson Hagen | Sky ProCycling  |
| Leigh Howard        | Team AIS                | Kim Kirchen          | Katjuscha       |
| Martin Velits       | Team Milram             | Marcus Burghardt     | BMC Racing Team |
| Peter Velits        | Team Milram             | Greg Henderson       | Sky ProCycling  |
| Matthew Goss        | Team Saxo Bank          | Michael Barry        | Sky ProCycling  |
| Rasmus Guldhammer   | Team Capinordic         | Morris Possoni       | Sky ProCycling  |
| Lars Bak            | Team Saxo Bank          |                      |                 |
| Hayden Roulston     | Cervélo TestTeam        |                      |                 |
| Aleksejs Saramotins | Team Designa Køkken     |                      |                 |

### Mannschaft
| Fahrer              | Geburtsdatum       | Nationalität           |
| ------------------- | ------------------ | ---------------------- |
| Michael Albasini    | 20. Dezember 1980  | Schweiz                |
| Lars Bak            | 16. Januar 1980    | Dänemark               |
| Mark Cavendish      | 21. Mai 1985       | Vereinigtes Königreich |
| Gert Dockx          | 4. Juli 1988       | Belgien                |
| Bernhard Eisel      | 17. Februar 1981   | Österreich             |
| Jan Ghyselinck      | 24. Februar 1988   | Belgien                |
| Matthew Goss        | 5. November 1986   | Australien             |
| Bert Grabsch        | 19. Juni 1975      | Deutschland            |
| André Greipel       | 16. Juli 1982      | Deutschland            |
| Patrick Gretsch     | 7. April 1987      | Deutschland            |
| Rasmus Guldhammer   | 9. März 1989       | Dänemark               |
| Adam Hansen         | 11. Mai 1981       | Australien             |
| Leigh Howard        | 18. Oktober 1989   | Australien             |
| Craig Lewis         | 1. Oktober 1985    | Vereinigte Staaten     |
| Tony Martin         | 23. April 1985     | Deutschland            |
| Maxime Monfort      | 14. Januar 1983    | Belgien                |
| Marco Pinotti       | 25. Februar 1976   | Italien                |
| František Raboň     | 26. September 1983 | Tschechien             |
| Mark Renshaw        | 22. Oktober 1982   | Australien             |
| Vicente Reynés      | 30. Juli 1981      | Spanien                |
| Michael Rogers      | 20. Dezember 1979  | Australien             |
| Hayden Roulston     | 10. Januar 1981    | Neuseeland             |
| Aleksejs Saramotins | 8. April 1982      | Lettland               |
| Marcel Sieberg      | 30. April 1982     | Deutschland            |
| Kanstanzin Siuzou   | 9. August 1982     | Belarus                |
| Tejay van Garderen  | 12. August 1988    | Vereinigte Staaten     |
| Martin Velits       | 21. Februar 1985   | Slowakei               |
| Peter Velits        | 21. Februar 1985   | Slowakei               |